# Alheim
Alheim är en kommun i Landkreis Hersfeld-Rotenburg i Regierungsbezirk Kassel i förbundslandet Hessen i Tyskland. 
Kommunen bildades 1 augusti 1972 genom en sammanslagning av de tidigare kommunerna Baumbach, Erdpenhausen, Heinebach, Hergershausen, Licherode, Niederellenbach, Niedergude, Oberellenbach, Obergude och Sterkelshausen.